# Plaza de la Constitución (Villanueva de Río Segura)
La plaza de la Constitución de Villanueva del Río Segura que se muestra es una actuación completa de la renovación de la plaza de la Constitución y su entorno, lugar donde se emplaza la iglesia de la Asunción, el edificio del ayuntamiento y el centro cultural Infanta Cristina. Con esta obra se pretendía también construir un aparcamiento subterráneo bajo la plaza para resolver los problemas del lugar. Se renovaron pavimentos, se suprimieron barreras urbanísticas y se renovó la iluminación y el arbolado dándole un toque de austeridad pero a la vez de modernidad.
El proyecto comenzó en el año 2005, llevándose a cabo también durante el 2006.
El coste ascendió a unos 482 997 85 €, impuestos incluidos.
El proyecto está compuesto por los siguientes documentos: Memoria descriptiva y constructiva, anejos diversos, Pliego de Condiciones, Planos de Mediciones y proyectos.
El estudio de Seguridad y Salud que acompaña al proyecto fue elaborado por el Ingeniero Técnico de Obras Públicas D. Eduardo Garrido Manresa, de la Oficina Técnica Municipal siendo el presupuesto de ejecución material del mismo de 10 409,45 € y el presupuesto de ejecución por contrata de 14 489,95 €
- Datos: Q25413960